# Rafael Marques Mariano
Rafael Marques Mariano, mais conhecido como Rafael Marques (Araraquara, 27 de maio de 1983), é um treinador e ex-futebolista brasileiro que atuava como atacante. Atualmente é auxiliar técnico do Primavera.
Em 2015, tornou-se o primeiro jogador a marcar gols com a camisa do Palmeiras tanto no antigo Estádio Palestra Itália, quanto na Arena Allianz Parque.

## Carreira

### Botafogo
Rafael Marques chegou ao Botafogo no meio da temporada de 2012 pela indicação do técnico Oswaldo de Oliveira, que viu suas atuações no Japão pelo Omiya Ardija.
O atacante chegou à General Severiano com a pressão de substituir o recém-saído Loco Abreu, mas a falta de gols com um jejum de 20 jogos fez ser contestado e criticado pela torcida alvinegra. No entanto, Oswaldo bancou sua permanência e, atuando mais recuado, Rafael Marques conseguiu se destacar em 2013. O jogador foi um dos destaques do time no título do Campeonato Carioca, além ter sido o artilheiro do Botafogo no ano de 2013 com 19 gols.

### Henan Jianye
No dia 21 de janeiro de 2014, acertou sua transferência para o Henan Jianye da China.

### Palmeiras
Em 12 de janeiro de 2015, Rafael foi contratado pelo Palmeiras num empréstimo de um ano. Foi campeão da Copa do Brasil em cima do Santos em dezembro.
O jogador ainda entrou para a história do Verdão no dia 12 de fevereiro do mesmo ano. Ao marcar um gol na vitória por 3 a 0 contra o Rio Claro, Rafael Marques se tornou o primeiro - e até então único - jogador a marcar gols profissionalmente pelo Palmeiras tanto no antigo Palestra Itália, quanto no Allianz Parque. Onze anos antes, em 2004, em sua primeira passagem pelo Palmeiras, o atacante fez um único gol, em vitória por 4 a 0 contra o São Gabriel, no Palestra Itália, pela Copa do Brasil.
No dia 13 de janeiro de 2016, após uma longa negociação com o Henan Jianye, dono dos direitos do atleta, o Palmeiras acertou a compra do jogador, que assinou um contrato de dois anos.
Em maio de 2017, Rafael Marques encerrou sua segunda passagem pelo Palmeiras, se destinando ao Cruzeiro. Deixou o clube alviverde com as conquistas da Copa do Brasil de 2015 e do Brasileirão de 2016, além da fama de "carrasco" em clássicos.

### Cruzeiro
Em 13 de maio de 2017, o Cruzeiro acertou com o Palmeiras a troca de Rafael pelo lateral-direito Mayke, jogador de 24 anos, formado nas categorias de base do clube celeste. Rafael Marques marcou seu primeiro gol pelo novo clube em 12 de julho de 2017, fechando a vitória por 2–0 contra o Atlético Paranaense na Arena da Baixada.

### Sport
No dia 7 de maio de 2018, o Sport confirmou acerto com Rafael Marques.

### São Caetano
Em janeiro de 2019 acertou com o São Caetano.

### Figueirense
Em 23 de abril de 2019, Rafael Marques é anunciado como reforço do Figueirense para a disputa da Série B.

### Ventforet Kofu
Após seis anos, retornou ao futebol asiático, acertando com o Ventforet Kofu do Japão.

### Botafogo-SP
No dia 6 de fevereiro de 2021, foi anunciado como reforço do Botafogo-SP para a disputa do Paulistão 2021.

### Primavera
Em 3 de janeiro de 2022, o Primavera anunciou Rafael Marques como reforço para a disputa da Série A2 do Paulista. Defendeu o Primavera na temporada 2022, com 20 jogos e três gols entre Série A2 do Paulista e Copa Paulista. 

### Aposentadoria
Em 17 de novembro, anunciou sua aposentadoria, aos 39 anos, e passou a ser auxiliar técnico do Primavera.

## Estatísticas
Até 12 de julho de 2019.

### Clubes
| Clube             | Temporada         | Campeonato nacional | Campeonato nacional | Campeonato nacional | Copa nacional[a] | Copa nacional[a] | Copa nacional[a] | Competições continentais | Competições continentais | Competições continentais | Outros torneios[b] | Outros torneios[b] | Outros torneios[b] | Total | Total | Total   |
| Clube             | Temporada         | Jogos               | Gols                | Assist.             | Jogos            | Gols             | Assist.          | Jogos                    | Gols                     | Assist.                  | Jogos              | Gols               | Assist.            | Jogos | Gols  | Assist. |
| ----------------- | ----------------- | ------------------- | ------------------- | ------------------- | ---------------- | ---------------- | ---------------- | ------------------------ | ------------------------ | ------------------------ | ------------------ | ------------------ | ------------------ | ----- | ----- | ------- |
| Campinas          | 2002              | —                   | —                   | —                   | —                | —                | —                | —                        | —                        | —                        | 18                 | 14                 | 0                  | 18    | 14    | 0       |
| Campinas          | Total             | 0                   | 0                   | 0                   | 0                | 0                | 0                | 0                        | 0                        | 0                        | 18                 | 14                 | 0                  | 18    | 14    | 0       |
| Ponte Preta       | 2003              | 0                   | 0                   | 0                   | —                | —                | —                | —                        | —                        | —                        | 0                  | 0                  | 0                  | 0     | 0     | 0       |
| Ponte Preta       | Total             | 0                   | 0                   | 0                   | 0                | 0                | 0                | 0                        | 0                        | 0                        | 0                  | 0                  | 0                  | 0     | 0     | 0       |
| Palmeiras         | 2004              | 6                   | 0                   | 0                   | 2                | 1                | 0                | —                        | —                        | —                        | 5                  | 0                  | 0                  | 13    | 1     | 0       |
| Palmeiras         | 2015              | 32                  | 7                   | 5                   | 8                | 2                | 0                | —                        | —                        | —                        | 16                 | 6                  | 0                  | 56    | 15    | 5       |
| Palmeiras         | 2016              | 19                  | 1                   | 2                   | 3                | 1                | 0                | 2                        | 0                        | 0                        | 10                 | 3                  | 1                  | 34    | 5     | 3       |
| Palmeiras         | 2017              | 0                   | 0                   | 0                   | 0                | 0                | 0                | 0                        | 0                        | 0                        | 1                  | 1                  | 0                  | 1     | 1     | 0       |
| Palmeiras         | Total             | 57                  | 8                   | 7                   | 13               | 4                | 0                | 2                        | 0                        | 0                        | 32                 | 11                 | 1                  | 104   | 22    | 8       |
| Inter de Limeira  | 2005              | —                   | —                   | —                   | —                | —                | —                | —                        | —                        | —                        | 2                  | 1                  | 0                  | 2     | 1     | 0       |
| Inter de Limeira  | Total             | 0                   | 0                   | 0                   | 0                | 0                | 0                | 0                        | 0                        | 0                        | 2                  | 1                  | 0                  | 2     | 1     | 0       |
| Marília           | 2005              | 25                  | 8                   | 0                   | —                | —                | —                | —                        | —                        | —                        | —                  | —                  | —                  | 25    | 8     | 0       |
| Marília           | Total             | 25                  | 8                   | 0                   | 0                | 0                | 0                | 0                        | 0                        | 0                        | 0                  | 0                  | 0                  | 25    | 8     | 0       |
| Samsunspor        | 2005–06           | 29                  | 7                   | 1                   | 6                | 2                | 0                | —                        | —                        | —                        | —                  | —                  | —                  | 35    | 9     | 1       |
| Samsunspor        | 2006–07           | 1                   | 1                   | 0                   | —                | —                | —                | —                        | —                        | —                        | —                  | —                  | —                  | 1     | 1     | 0       |
| Samsunspor        | Total             | 30                  | 8                   | 1                   | 6                | 2                | 0                | 0                        | 0                        | 0                        | 0                  | 0                  | 0                  | 36    | 10    | 1       |
| Manisaspor        | 2006–07           | 14                  | 8                   | 0                   | 6                | 1                | 0                | —                        | —                        | —                        | —                  | —                  | —                  | 20    | 9     | 0       |
| Manisaspor        | 2007–08           | 27                  | 4                   | 3                   | 5                | 1                | 0                | —                        | —                        | —                        | —                  | —                  | —                  | 32    | 5     | 3       |
| Manisaspor        | 2008–09           | 29                  | 12                  | 0                   | 6                | 1                | 1                | —                        | —                        | —                        | —                  | —                  | —                  | 35    | 13    | 1       |
| Manisaspor        | Total             | 70                  | 24                  | 3                   | 17               | 3                | 1                | 0                        | 0                        | 0                        | 0                  | 0                  | 0                  | 87    | 27    | 4       |
| Omiya Ardija      | 2009              | 14                  | 4                   | 3                   | —                | —                | —                | —                        | —                        | —                        | 2                  | 0                  | 0                  | 16    | 4     | 3       |
| Omiya Ardija      | 2010              | 23                  | 8                   | 7                   | 4                | 2                | 0                | —                        | —                        | —                        | 2                  | 3                  | 0                  | 29    | 13    | 7       |
| Omiya Ardija      | 2011              | 31                  | 10                  | 3                   | 1                | 0                | 0                | —                        | —                        | —                        | 1                  | 0                  | 0                  | 33    | 10    | 3       |
| Omiya Ardija      | 2012              | 15                  | 2                   | 2                   | 4                | 0                | 0                | —                        | —                        | —                        | —                  | —                  | —                  | 19    | 2     | 2       |
| Omiya Ardija      | Total             | 83                  | 24                  | 15                  | 9                | 2                | 0                | 0                        | 0                        | 0                        | 5                  | 3                  | 0                  | 97    | 29    | 15      |
| Botafogo          | 2012              | 15                  | 0                   | 1                   | —                | —                | —                | 2                        | 0                        | 0                        | —                  | —                  | —                  | 17    | 0     | 1       |
| Botafogo          | 2013              | 37                  | 10                  | 8                   | 9                | 5                | 0                | —                        | —                        | —                        | 10                 | 4                  | 2                  | 56    | 19    | 10      |
| Botafogo          | Total             | 52                  | 10                  | 9                   | 9                | 5                | 0                | 2                        | 0                        | 0                        | 10                 | 4                  | 2                  | 73    | 19    | 11      |
| Henan Jianye      | 2014              | 21                  | 4                   | 3                   | 1                | 0                | 1                | —                        | —                        | —                        | —                  | —                  | —                  | 22    | 4     | 4       |
| Henan Jianye      | Total             | 21                  | 4                   | 3                   | 1                | 0                | 1                | 0                        | 0                        | 0                        | 0                  | 0                  | 0                  | 22    | 4     | 4       |
| Cruzeiro          | 2017              | 19                  | 1                   | 0                   | —                | —                | —                | —                        | —                        | —                        | —                  | —                  | —                  | 19    | 1     | 0       |
| Cruzeiro          | 2018              | 2                   | 0                   | 0                   | 0                | 0                | 0                | 0                        | 0                        | 0                        | 2                  | 1                  | 0                  | 4     | 1     | 0       |
| Cruzeiro          | Total             | 21                  | 1                   | 0                   | 0                | 0                | 0                | 0                        | 0                        | 0                        | 2                  | 1                  | 0                  | 23    | 2     | 0       |
| Sport             |                   |                     |                     |                     |                  |                  |                  |                          |                          |                          |                    |                    |                    |       |       |         |
| 2018              | 20                | 1                   | 2                   | —                   | —                | —                | —                | —                        | —                        | —                        | —                  | —                  | 20                 | 1     | 2     |         |
| Total             | 20                | 1                   | 2                   | —                   | —                | —                | —                | —                        | —                        | —                        | —                  | —                  | 20                 | 1     | 2     |         |
| São Caetano       |                   |                     |                     |                     |                  |                  |                  |                          |                          |                          |                    |                    |                    |       |       |         |
| 2019              | —                 | —                   | —                   | —                   | —                | —                | —                | —                        | —                        | 11                       | 1                  | 1                  | 11                 | 1     | 1     |         |
| Total             | —                 | —                   | —                   | —                   | —                | —                | —                | —                        | —                        | 11                       | 1                  | 1                  | 11                 | 1     | 1     |         |
| Figueirense       | 2019              | 8                   | 2                   | 1                   | —                | —                | —                | —                        | —                        | —                        | 1                  | 1                  | 0                  | 9     | 3     | 1       |
| Figueirense       | Total             | 8                   | 2                   | 1                   | —                | —                | —                | —                        | —                        | —                        | 1                  | 1                  | 0                  | 9     | 3     | 1       |
| Total na carreira | Total na carreira | 387                 | 90                  | 41                  | 55               | 16               | 2                | 4                        | 0                        | 0                        | 79                 | 34                 | 4                  | 527   | 141   | 47      |

- a. ^ Jogos da Copa do Brasil
- b. ^ Jogos pelo Campeonato Estadual

## Títulos
Manisaspor
- Segunda Divisão Turca: 2008-09

Botafogo
- Campeonato Carioca: 2013

Palmeiras
- Copa do Brasil: 2015
- Campeonato Brasileiro: 2016

Cruzeiro
- Campeonato Mineiro: 2018

Figueirense
- Recopa Catarinense: 2019

### Outras conquistas
Botafogo
- Taça Guanabara: 2013
- Taça Rio: 2013

## Artilharias
Figueirense
- Artilheiro da Recopa Catarinense de 2019 (1 gol)